# エレクトリックパーク
『エレクトリックパーク』は、2004年11月17日にポニーキャニオンから発売された、家電量販店のCMソングと店頭ソングだけを集めた、コンピレーション・アルバムである。（品番：PCCA-02106）

## 概要
- 封入特典は各社のロゴシール・シート。
- マスターテープが無い店も存在する。
- ジャケットに描かれた各社のロゴの並びは50音順、ロゴの占有面積は全社同じ面積になるよう調整されている。
- 収録家電量販店は関東が中心で、上新電機（大阪府）やベスト電器（福岡県）といった主に関東以外が中心のチェーン店は未収録。
- 但し、秋葉原の家電量販店でもラオックスやロケットは未収録。なお、ラオックスは「小林亜星CMソング・アンソロジー」に「ラオックスの歌」として30秒バージョンが収録。
- 「オノデンボーヤCMソング」は、同じ音源で「のこいのこ全集」にも収録。
- 2007年にヤマダ電機がサトームセンの親会社であるぷれっそホールディングスを買収、サトームセンの全店舗がヤマダ電機に転換。2010年、さくらやが親会社のベスト電器の方針転換により全店舗を閉店したため、本作はサトームセンとさくらや、両社のテーマ曲を聞ける唯一のCDであり、貴重な存在となっている。
- 「石丸電気の歌」は、2010年に本CD収録曲の歌詞を一部変更した上でhy4_4yh（いしまるっ子クラブ名義）が歌うものにリニューアルされた。同時に、「石丸電気の歌」の歌詞を全面変更した上でhy4_4yhが歌うエイデン店内ソングも制作された。リニューアル後の「石丸電気の歌」、エイデン店内ソングは、共に2012年にショップブランドがエディオンに統一された際、使用終了した。
- 本作CD発売後、同業他社の子会社化など業界再編が進み、結果的に本作CD内に「ビックカメラ」グループが3社収録されている（「ビックカメラ」「コジマ」「ソフマップ」）。なお、この3社のテーマソングはすべて現在も使用されている。
- ちなみに、企業として消滅した「さくらや」の一部店舗も、ビックカメラが引継ぎ運営している（テーマソングは使用されていない）など、当初「同業他社の均衡を考えて作られた」はずの商品構成も、現状は大幅に崩れてしまっている。

## 収録曲
1. 石丸電気 「石丸電気の歌」
作詞・作曲：桜井順／補作詞：伊藤アキラ
2. オノデン 「オノデンボーヤCMソング」
作詞：大嶋繁／作曲：石田勝範／歌：のこいのこ（※解説書には表記されず）
3. コジマ 「It's a Happy “YASUI”WORLD」
作詞：夢野萌／作曲：近藤浩章
4. さくらや 「ハートでさくらや」
作詞：伊藤アキラ／作曲：小杉保夫（※解説書には表記されず）
5. サトームセン　「サトームセンCMソング」
作詞：伊藤アキラ／作曲：長沢ヒロ／歌：鈴木弘明・山下弥生（※解説書には表記されず）
6. ソフマップ　「HELLO, SOFMAP WORLD」
作詞：山川啓介／作曲：林哲司／編曲：平岩壽信（※解説書には表記されず）
7. ビックカメラ　「ビックカメラCMソング」
作詞：新井隆司／原曲：賛美歌「まもなくかなたの」
8. ヤマダ電機　「ヤマダ電機の唄」
作詞：ヤマダ電機とゆかいな仲間たち／作曲：富田伊知郎
9. ヨドバシカメラ 「ヨドバシカメラの歌」
作詞：藤沢昭和／原曲：リパブリック讃歌／歌：MIQ（※解説書には表記されず）